# Finnische Kunst
Eine eigenständige finnische Kunst bildete sich nach bescheidenen Anfängen in der sakralen Kunst des Mittelalters, von denen Wandmalereien in den Kirchen jener Zeit zeugen, erst im 19. Jahrhundert heraus. Die Malerei und Bildhauerei lösten sich nun von der Abhängigkeit von Schweden, zu dem Finnland jahrhundertelang gehört hatte, und entwickelten ein internationales Niveau. Insbesondere die Zeit zwischen 1880 und 1910, während der Künstler wie die Maler Albert Edelfelt, Akseli Gallen-Kallela, Eero Järnefelt, Pekka Halonen, Magnus Enckell, Hugo Simberg und Helene Schjerfbeck oder der Bildhauer Ville Vallgren wirkten, gilt als „goldenes Zeitalter der finnischen Kunst“. Das finnische Design kam dank der Entwürfe Alvar Aaltos aus den 1930er Jahren und der Erfolge finnischer Designer in den 1950er Jahren zu internationaler Bekanntheit.

## Malerei

### Mittelalter und Renaissance (13. bis 16. Jahrhundert)

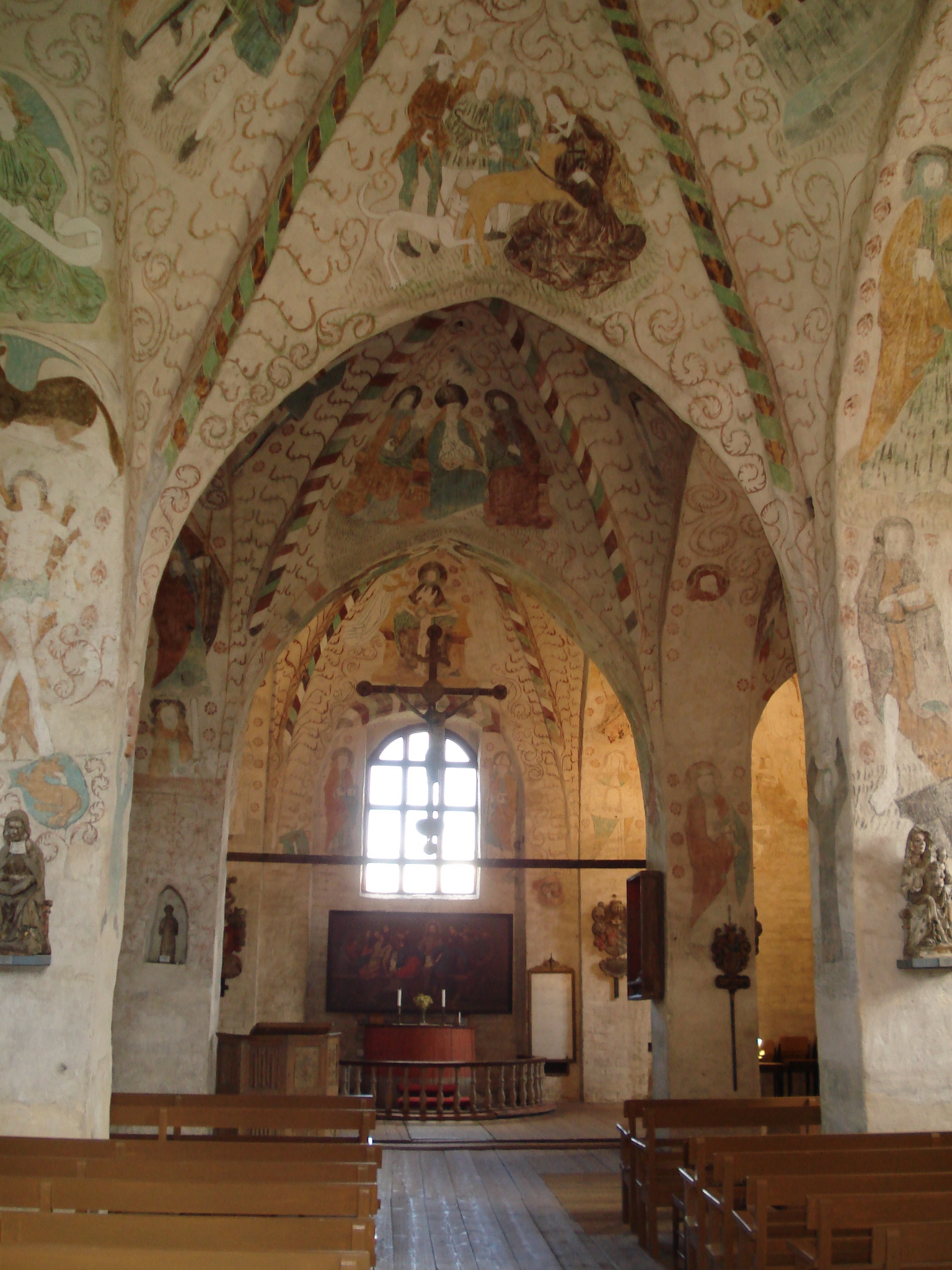
Die Heiligkreuzkirche von Hattula ist mit Wandmalereien ausgeschmückt.

Die finnische Kunst des Mittelalters war sakraler Natur. In etwa 40 der Steinkirchen aus jener Epoche sind Seccomalereien erhalten. Diese sind aber mit Ausnahme der künstlerisch wertvolleren frühgotischen Dekors in den åländischen Kirchen aus der Zeit um 1300 größtenteils als primitiv einzuschätzen. Der erste namentlich bekannte finnische Künstler ist Petrus Henriksson, der auf Veranlassung von Bischof Konrad Bitz aus Schweden nach Finnland kam und um 1470 die Kirche von Kalanti ausmalte. Gut erhaltene Beispiele für die finnische Kunst der Spätgotik sind die Fresken in den Kirchen von Lohja und Rymättylä aus dem 16. Jahrhundert. Nach der Reformation unter König Gustav I. Wasa endete die Blütezeit der Sakralkunst, gleichzeitig erreichte der Stil der Renaissance Finnland. Auch nach der Reformation wurden Kirchen mit Wandmalereien versehen. Beispiele finden sich in den Fresken der Kirche von Isokyrö (1560) und in den Werken des Christian Willebrandt (1637–1677), der mehrere österbottnische Kirchen ausschmückte.

### Barock und Klassizismus (17. und 18. Jahrhundert)
Der Beginn der schwedischen Großmachtszeit im 17. Jahrhundert wurde der Barock vorherrschend. Von der Malerei der Barockzeit zeugen vor allem als Porträts, die der finnische Adel in Auftrag gab. Der erste Porträtmaler in Finnland war der Deutsche Joachim Neiman (ca. 1602–1673), der ab 1631 in Turku wirkte. Der bekannteste finnische Künstler des 17. Jahrhunderts war der Miniaturmaler Elias Brenner (1647–1717). Im 18. Jahrhundert erfuhr die Kirchenmalerei einen erneuten Aufschwung, die etwa durch die von der niederländischen Malerei beeinflussten Altartafeln der ersten finnischen Malerin Margareta Capsia (1682–1759) oder den Werken von Johan Backman (1706–1768), Mikael Toppelius (1734–1821) und Emanuel Granberg (1754–1787) repräsentiert wird. In der zweiten Hälfte des 18. Jahrhunderts löste der gustavianische Klassizismus den Spätbarock ab.

### Russische Herrschaftszeit (19. Jahrhundert)

Werner Holberg: Landstraße in Häme (1860)

Auch nachdem Finnland 1809 zu einem Teil Russlands geworden war, blieb die Malerei zunächst unter dem Einfluss Schwedens, zu dem Finnland jahrhundertelang gehört hatte. Die Gründung des Finnischen Kunstvereins 1846 und dessen Zeichenschule in Helsinki 1848 legte die Grundlage für eine selbstständige Entwicklung der finnischen Malerei. Zugleich begann die finnische Kunst unter dem Einfluss des sich entwickelnden finnischen Nationalbewusstseins einen patriotischen Charakter anzunehmen. Künstler wie Robert Wilhelm Ekman (1808–1873) schöpften ihre Inspiration aus dem Nationalepos Kalevala und schufen eine Genremalerei, die besondere Eigenschaften des finnischen Volkes hervorheben sollte.
Anfangs standen die finnischen Künstler des 19. Jahrhunderts oft unter deutschem Einfluss. Die Werke der Brüder Magnus (1805–1868), Wilhelm (1810–1887) und Ferdinand von Wright (1822–1906) lehnen sich am Biedermeierstil an. Der Landschaftsmaler Werner Holmberg (1830–1860) studierte als Stipendiat des Finnischen Kunstvereins an der Düsseldorfer Kunstakademie. Dieselbe Ausbildung erhielt Fanny Churberg (1845–1892), deren Landschaftsbilder mit ihren kraftvollen Farben sich bereits dem Expressionismus annäherten.

### Das „goldene Zeitalter“ (1880 bis 1910)

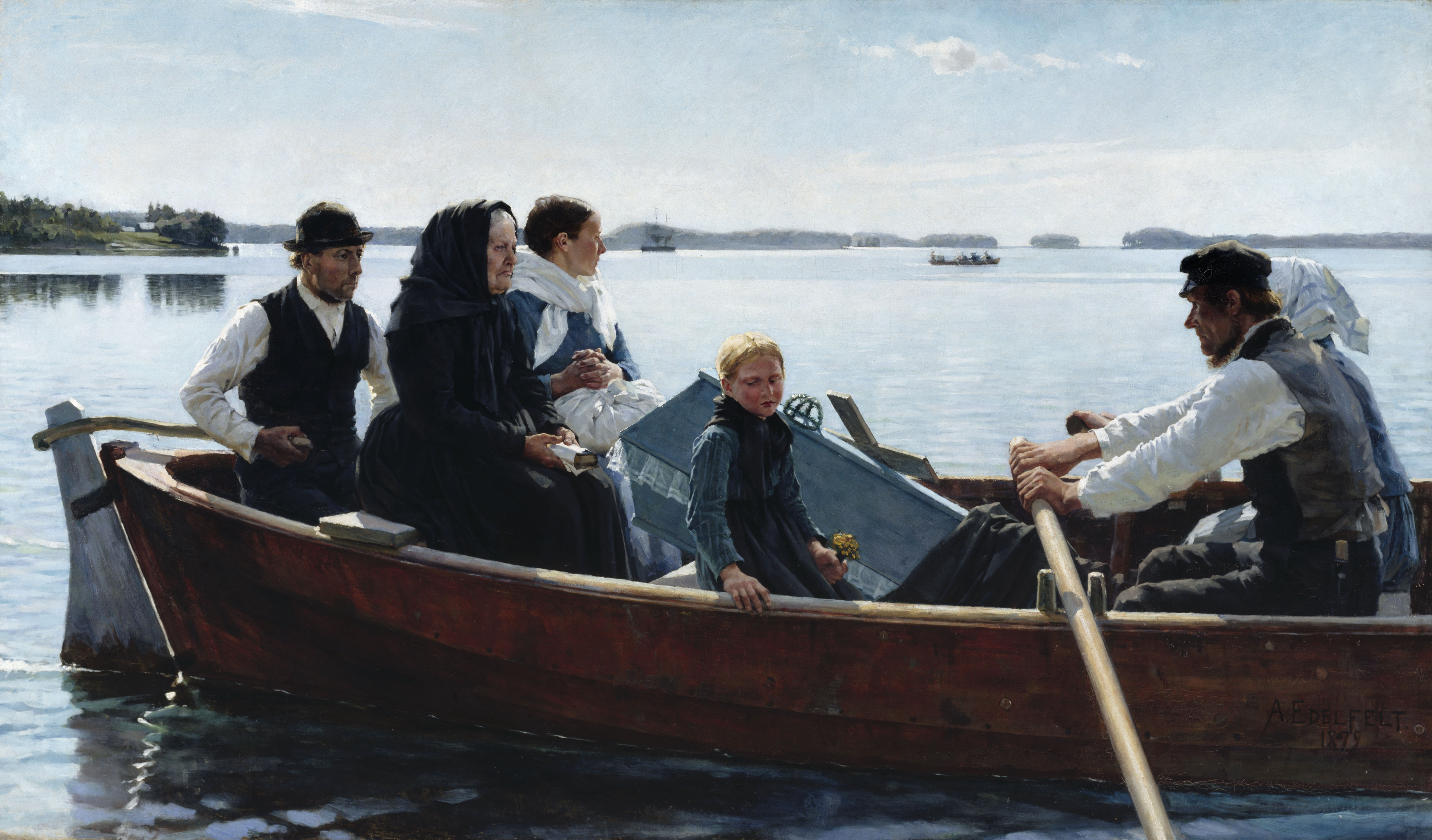
Albert Edelfelt: Leichenfahrt eines Kindes (1879)

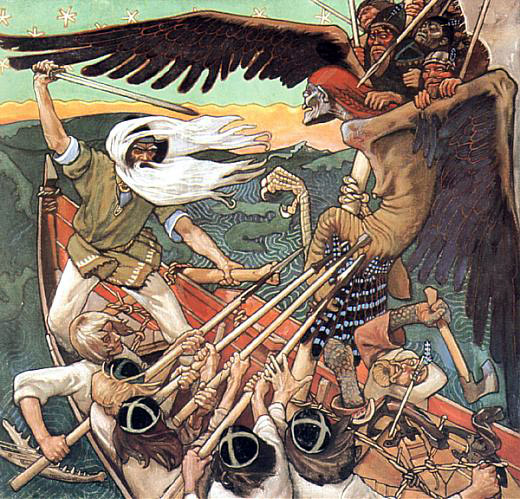
Akseli Gallen-Kallela: Die Verteidigung des Sampo (1895)

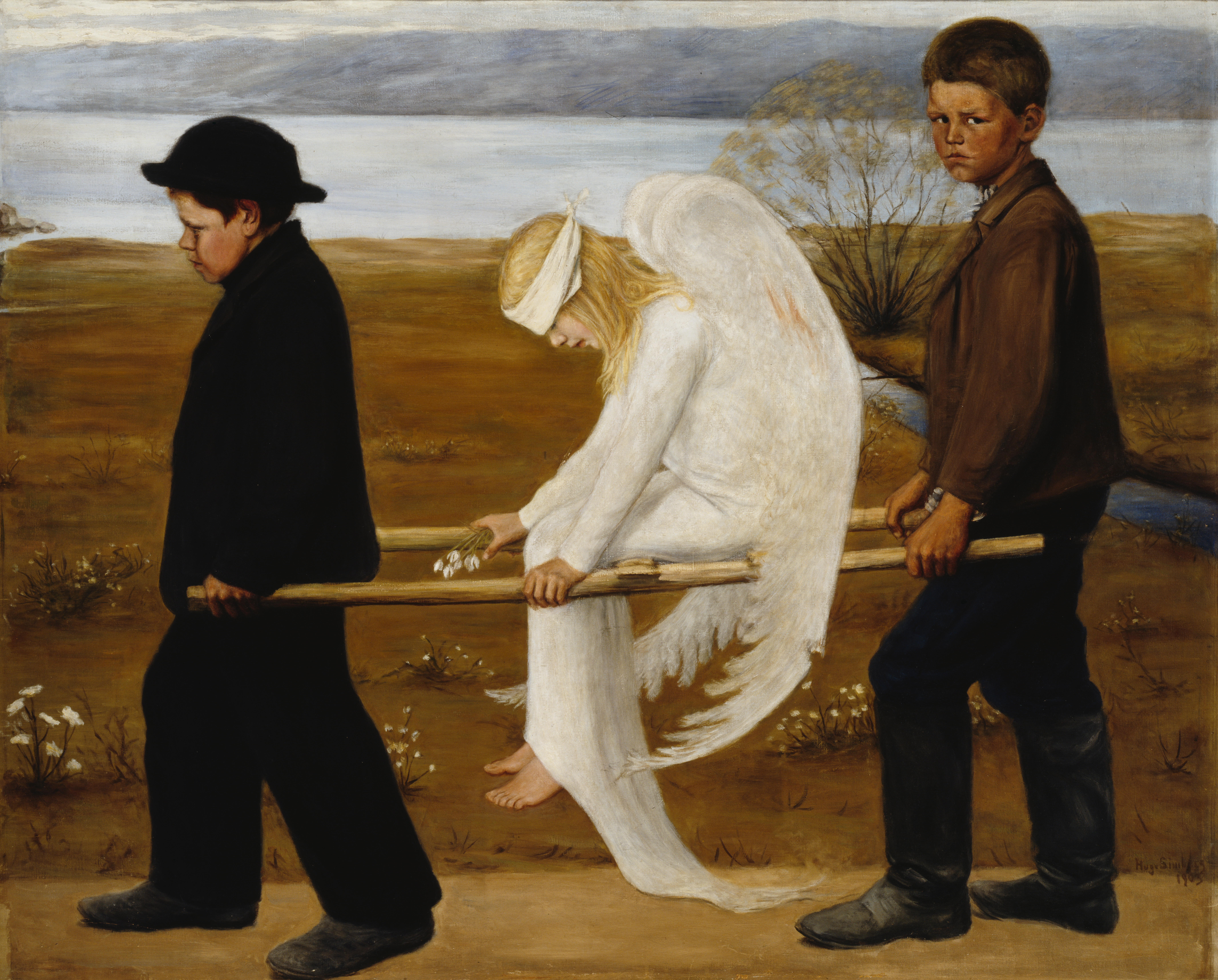
Hugo Simberg: Der verwundete Engel (1903)

Als „goldenes Zeitalter“ der finnischen Kunst bezeichnet man die Periode zwischen 1880 und 1910, als Finnland erstmals Künstler hervorbrachte, die auch über die Landesgrenzen hinweg bekannt wurden. Politisch war diese Zeit von Russifizierungsbemühungen seitens der russischen Zaren und dem Streben nach einer finnischen nationalen Identität geprägt, was sich in der Hinwendung der Kunst zu finnisch-nationalen Themen widerspiegelt.
Statt aus Düsseldorf bezogen die finnischen Maler ihre Einflüsse nun aus Paris. Dort wirkte eine skandinavische Künstlerkolonie, zu der auch Albert Edelfelt (1854–1905), dem als erstem finnischen Künstler auch international Anerkennung zuteilwurde, und Akseli Gallen-Kallela (1865–1931) gehörten. Edelfelt und Gallen-Kallela führten den Realismus in die finnische Malerei ein. Eero Järnefelt (1863–1937) und Juho Rissanen (1873–1950) schilderten in ihren Gemälden das finnische Volksleben, während Pekka Halonen (1865–1933) vor allem für seine winterlichen Landschaftsbilder bekannt ist. Nicht wenige der Künstler des „goldenen Zeitalters“ waren Frauen. Zu den bekanntesten finnischen Künstlerinnen gehört Helene Schjerfbeck (1862–1946), deren abstrahierende Bilder sich bereits früh der Moderne näherten. Eine weitere bedeutende Malerin ist Ellen Thesleff (1869–1954), Pionierin der Moderne, deren Werk von Expressionismus, Impressionismus zu Symbolismus und früher Abstraktheit reicht. 
Gegen Ende des Jahrhunderts wurde in der Themenwahl eine finnisch-nationale Linie vorherrschend. Akseli Gallen-Kallela widmete sich im Geist der Nationalromantik dem Kalevala. Seine Werke zum finnischen Nationalepos wie das Aino-Triptychon (1891, zwei Versionen), Die Verteidigung des Sampo (1895), Joukahainens Rache, Lemminkäinens Mutter (beide 1897) und Kullervos Fluch (1899) prägen bis heute die visuelle Vorstellung vom Kalevala und machten Gallen-Kallela zum wohl bekanntesten finnischen Künstler. Die Begeisterung für das Kalevala und dessen Ursprungsort Karelien manifestierte sich in einer als Karelianismus bekannten Strömung: In den 1890er Jahren unternahmen Maler wie Akseli Gallen-Kallela und Eero Järnefelt ebenso wie die Schriftsteller Juhani Aho und Eino Leino oder der Komponist Jean Sibelius Reisen nach Karelien, das man als Hort eines urtümlichen, unverfälschten Finnentums ansah.
Magnus Enckell (1870–1925) wurde während seines Paris-Aufenthalts mit dem Symbolismus bekannt und führte diesen Stil in Finnland ein. Andere wichtige Vertreter des Symbolismus, die in der Zeit um die Jahrhundertwende tätig waren, sind Ellen Thesleff (1869–1954) und Hugo Simberg (1873–1917). Auch Akseli Gallen-Kallela, dessen Anfangswerk noch dem Realismus zuzurechnen ist, wandte sich später dem Symbolismus zu.

### Moderne
Schon in den 1880er Jahren hatten sich einige finnische Maler, wie beispielsweise Victor Westerholm (1860–1919), dem Impressionismus zugewandt. Den Pointillismus vertrat um die Jahrhundertwende Alfred William Finch (1854–1930). Größtenteils blieb die finnische Kunst im angehenden 20. Jahrhundert aber noch in der Nationalromantik verhaftet, ehe die 1910 gegründete, vom Postimpressionismus beeinflusste Septem-Gruppe um Magnus Enckell, Yrjö Ollila (1887–1932) und Verner Thomé (1878–1953) die Ära der Moderne in der finnischen Kunstgeschichte einläutete. Die 1916 gegründete November-Gruppe, der Künstler wie Tyko Sallinen (1879–1955), Ilmari Aalto (1891–1934), Alvar Cawén (1886–1935) und Ragnar Ekelund (1892–1960) angehörten, wandten sich hingegen dem Expressionismus zu.
Maler wie Väinö Kunnas (1896–1929) und Einari Vehmas (1898–1955) standen der Literatengruppe Tulenkantajat („Feuerträger“) nahe und führten in den 1920er Jahren die Ideen der Neuen Sachlichkeit in die finnische Kunst ein. In den 1930er Jahren standen Otto Mäkilä (1904–1955) und Birger Carlstedt (1907–1975) unter dem Einfluss André Lhotes. In der Zeit nach dem Zweiten Weltkrieg vertraten Künstler wie Aimo Kanerva (1899–1958), Yrjö Saarinen (1899–1958) und Åke Mattas (1920–1962) einen neuen Expressionismus, Lars-Gunnar Nordström (* 1924), Unto Pusa (1913–1973) und Sam Vanni (1908–1992) den Konstruktivismus.
Mit dem Einzug der Informellen Kunst erlebte die finnische Kunst einen radikalen Umbruch. Diesen Stil vertraten unter anderem Jaakko Sievänen (* 1933) und Esko Tirronen (* 1932). Künstler wie Kauko Lehtinen (* 1925), Juhani Harri (* 1939) und Harro Koski (* 1945) führten mit der Material- und Objektkunst gänzlich neue Kunstformen ein. Zu den wichtigsten Konstruktivisten der modernen finnischen Kunst gehören Juhana Blomstedt (* 1937) und Matti Kujasalo (* 1945). Anfang der 1980er Jahre entstand eine neoexpressionistische Richtung, der unter anderem Marjatta Tapiola (* 1951), Leena Luostarinen (* 1949), Marika Mäkelä (* 1947) und Silja Rantanen (* 1955) angehören. Zu den wichtigsten finnischen Künstlern der 1990er Jahre gehören Maaria Wirkkala (* 1954), Marita Liulia (* 1957) und Henrietta Lehtonen (* 1965).

## Bildhauerei
Aus dem Mittelalter sind über 800 Skulpturen, meist hölzerne Heiligenfiguren erhalten. Dabei handelt es sich aber zu großen Teilen um Importware aus Gotland oder Norddeutschland. Der erste bekannte finnische Bildhauer ist der sogenannte „Meister von Lieto“, der um 1320–1350 in Turku wirkte. In den Jahrhunderten nach der Reformation zeugen Grabmale des Adels von der Bildhauerei in Finnland.
Den Anfang der finnischen Bildhauerei im eigentlichen Sinn, bilden sechs klassizistische Gipsreliefs von Erik Cainberg (1771–1816), einem Schüler des schwedischen Bildhauers Johan Tobias Sergel, die in der Aula der Akademie zu Turku zu finden sind. Als „Vater der finnischen Plastik“ gilt Carl Eneas Sjöstrand (1828–1906). Von ihm stammt das erste in Finnland im Freien aufgestellte Standbild: eine Statue des Humanisten Henrik Gabriel Porthan in Turku. Der erste erfolgreiche finnische Bildhauer war Walter Runeberg (1838–1920), der unter anderem die Statue seines Vaters, des Nationaldichters Johan Ludvig Runeberg, im Helsinkier Esplanadi-Park entwarf, und das von Johannes Takanen (1849–1885) entworfene Standbild Alexanders II. auf dem Senatsplatz vollendete. Die ersten Bildhauerinnen Finnlands waren Aline Forsman (1845–1899) und Eveliina Särkelä (1847–1949).
Ville Valgren (1855–1940) war der erste finnische Bildhauer, der mit seinen Kleinplastiken im Jugendstil auch im Ausland bekannt wurde. Sein bekanntestes Werk ist die Statue der Havis Amanda am Rande des Marktplatzes in Helsinki. Bei ihrer Enthüllung 1905 war die nackte Schönheit Gegenstand von Kontroversen, heute spielt sie bei den Feiern am Maifeiertag Vappu eine zentrale Rolle. Ebenso wie Valgrens Werke wurde auch Sigrid af Forselles (1860–1935), die die Reliefs in der Kirche von Kallio schuf, vom Symbolismus beeinflusst. Der Stil von Robert Stigell (1852–1907), Emil Wikström (1864–1942) und Eemil Halonen (1875–1950) ist dagegen streng realistisch. Von Stigell stammt das Denkmal Die Schiffbrüchigen (1891–1898), Wikström entwarf das Tympanon am Ständehaus und das Denkmal des Elias Lönnrot in Helsinki.

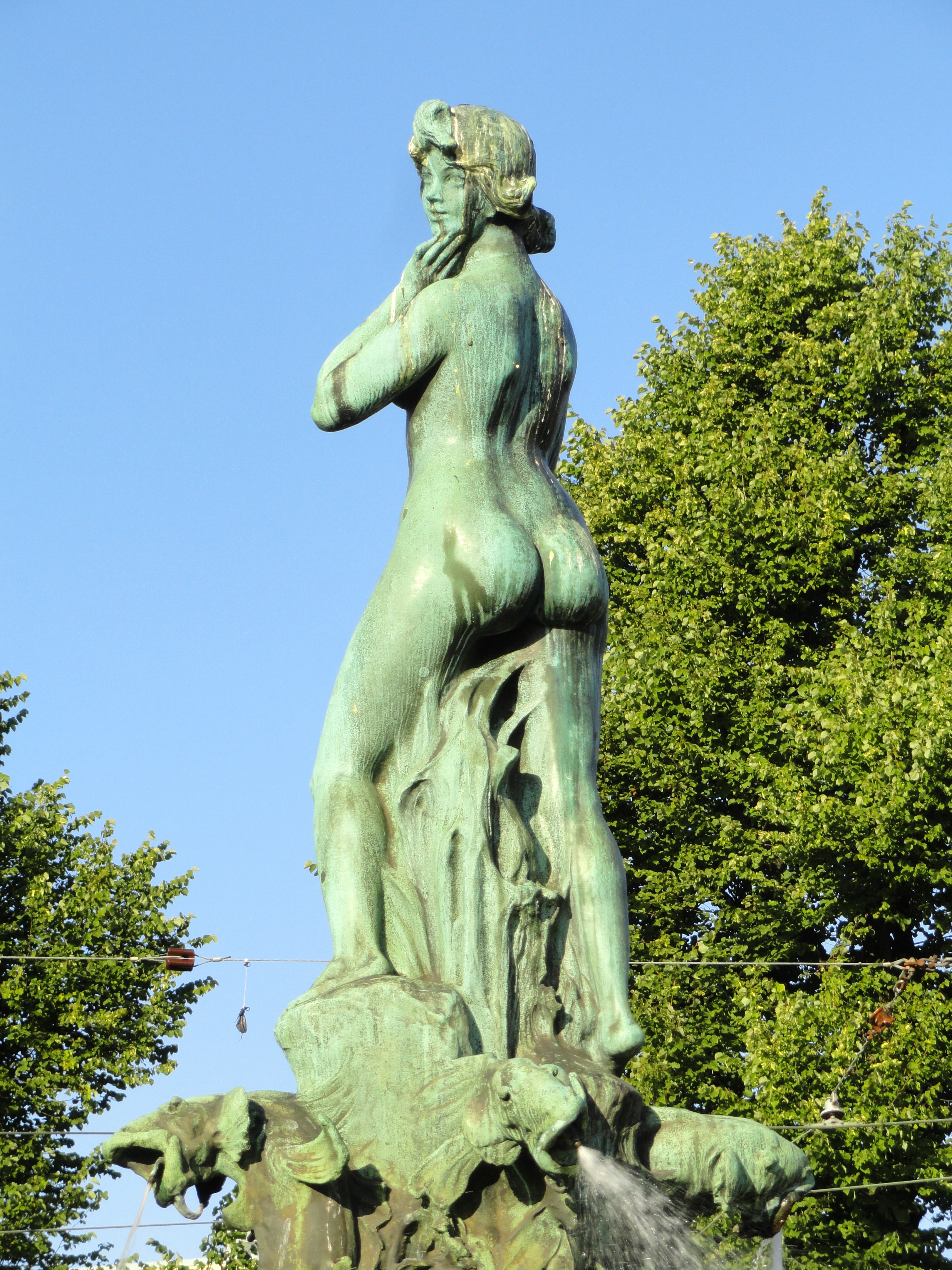
Ville Valgren: „Havis Amanda“ (1905)
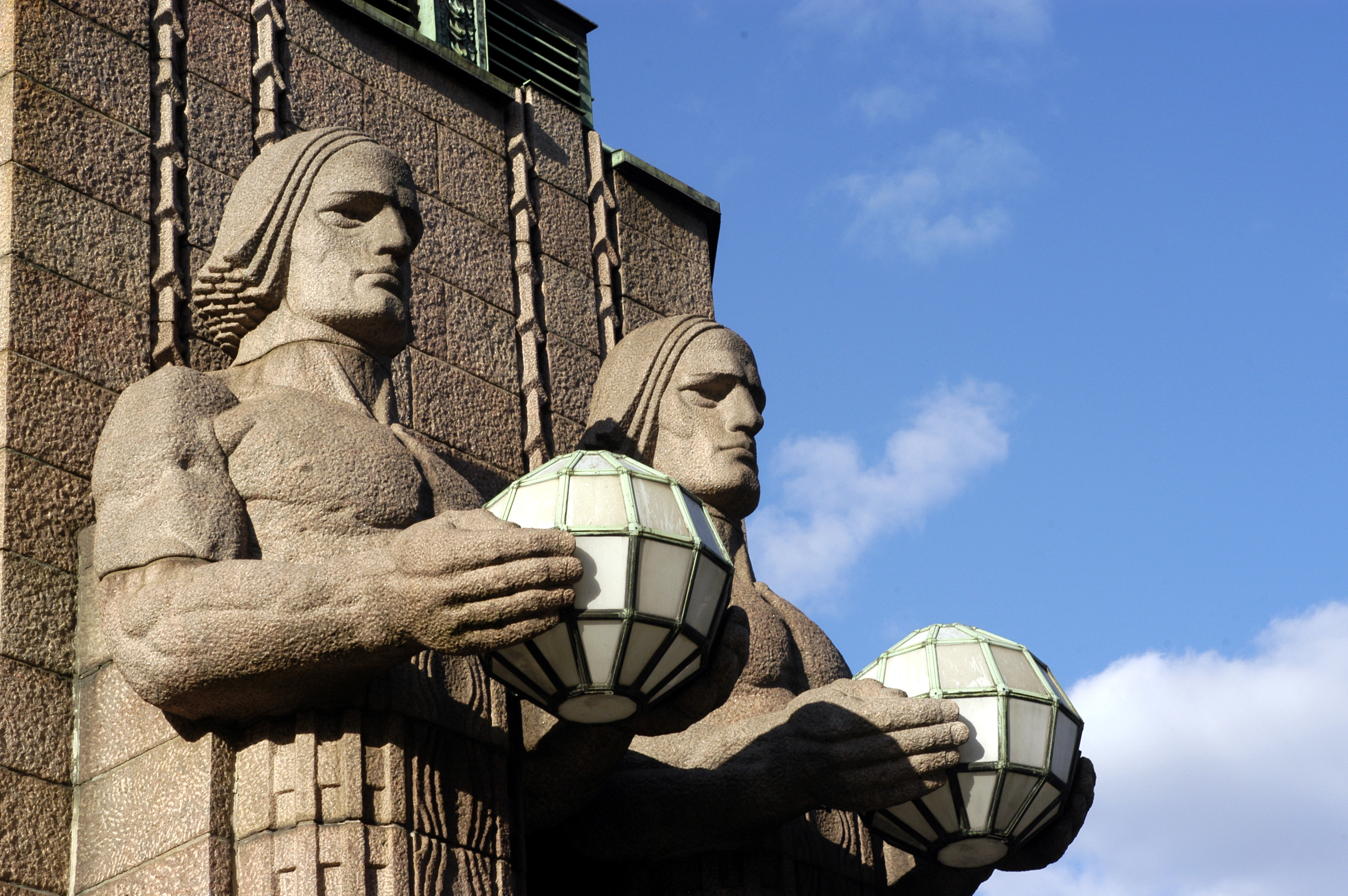
Emil Wikström: „Laternenträger“ (Lyhdynkantajat), Figuren am Hauptbahnhof Helsinki (1914)
Felix Nylund: „Drei Schmiede“ (1932)
Eila Hiltunen: Sibelius-Denkmal (1967)

Das bekannteste Werk von Felix Nylund (1878–1940) ist die Skulptur Drei Schmiede (1932) in Helsinki. Nylund vertritt ebenso den Neoklassizismus wie Gunnar Finne (1886–1952) und Viktor Jansson (1886–1958). Von Wäinö Aaltonen (1894–1966), dem bedeutendsten finnischen Bildhauer der 1920er und 1930er Jahre, stammen das Standbild von Paavo Nurmi vor den Helsinkier Olympiastadion (1924–1925) und das Aleksis-Kivi-Denkmal vor dem Nationaltheater (1930–1939). Ebenso wie bei Aaltonen dominieren auch in den Werken von Oskari Jauhiainen (1913–1990) und Aimo Tukiainen (1917–1996) aus der Zeit des Zweiten Weltkrieges monumentale und heroische Themen.
In den 1950er und 1960er Jahren kam eine neue Bildhauergeneration hervor, deren Vertreter sich der Moderne zuwandten. Zu jener Zeit gab es heftige Debatten über die Gestaltung von öffentlichen Denkmalen. Während das von Aimo Tukiainen entworfene Reiterstandbild Marschall Mannerheims (1960) im traditionellen Stil gehalten war, setzte sich beim Wettbewerb um ein Denkmal für den Komponisten Jean Sibelius die Bildhauerin Eila Hiltunen (1922–2003) mit einer abstrakten Skulptur durch. Trotz seinerzeit starker öffentlicher Kritik gehört ihr Sibelius-Monument (1967) mittlerweile zu den wichtigsten Sehenswürdigkeiten Helsinkis. Andere Wegbereiter der abstrakten Bildhauerei in Finnland waren Raimo Utriainen (1927–1994), Harry Kivijärvi (* 1931), Mauno Hartman (* 1930) und Kain Tapper (1930–2004). Letzterer ist vor allem für seine Holzskulpturen bekannt. Zu den bekanntesten Bildhauern der 1990er Jahre gehören Ukri Merikanto (* 1950), Hannu Sirén (* 1953) und Matti Peltokangas (geb. 1952).

## Design

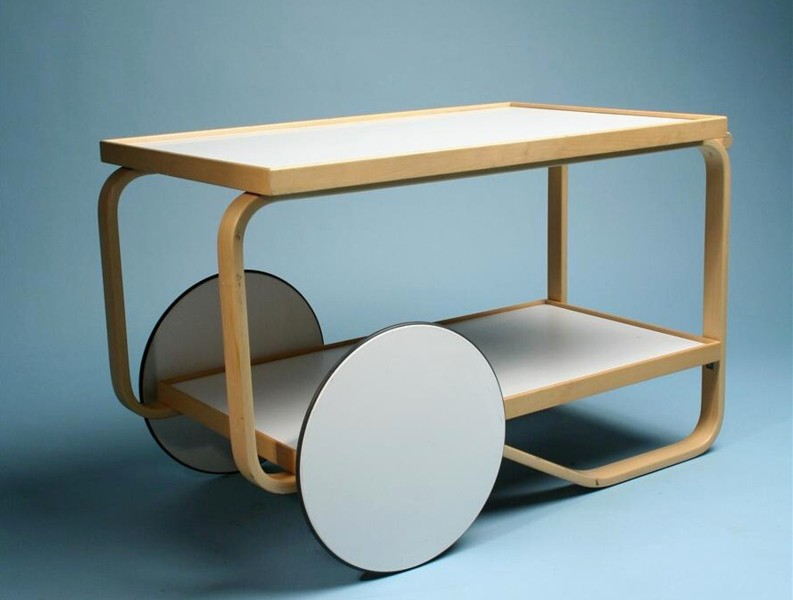
Teewagen von Alvar Aalto (1936)

Das finnische Design nahm seinen Anfang mit der Entstehung der industriellen Konsumgüterfabrikation Ende des 19. Jahrhunderts. 1871 eröffnete die Kunstgewerbeschule, die Vorgängerin der heutigen Hochschule für Kunst und Design in Helsinki, in der erstmals Fachkräfte in diesem Bereich ausgebildet wurden. 1874 wurde die Keramikfirma Arabia, 1881 die Glasfabrik Iittala gegründet. Beide Unternehmen wurden später zu wichtigen Produzenten finnischer Designware.
In der ersten Hälfte des 20. Jahrhunderts begannen neben Berufsdesignern auch finnische bildende Künstler und Architekten mit der künstlerischen Gestaltung von Objekten. Alvar Aalto (1898–1976) betätigte sich ab den 1930er Jahren als Designer. Zu den bekanntesten seiner funktionalistischen Designarbeiten gehören verschiedene Möbelstücke, allen voran der dreibeinige Hocker aus dem Jahr 1933, und die Savoy-Vase (1936). 1935 gründete Alvar Aalto zusammen mit seiner Frau Aino, dem Kunstkritiker Nils-Gustav Hahl (1904–1941) und der Mäzenin Maire Gullichsen die Firma Artek, die die von Aalto entworfenen Möbel vertrieb.
In den 1950er Jahren waren finnische Designer wie Tapio Wirkkala (1915–1985), Timo Sarpaneva (1926–2006) und Kaj Franck (1911–1989) bei den Mailänder Triennalen erfolgreich. Diese Ausstellungen verhalfen dem finnischen Design international zu dem guten Ruf, den es bis heute genießt. Neben der Glas- und Keramikindustrie begannen auch Textilproduzenten wie die Firma Marimekko in die Formengebung zu investieren. Viele der Klassiker dieser Zeit wie Francks Keramikgeschirr-Serie Kilta (1953, heute unter dem Namen Teema vertrieben), die von Sarpaneva für die Firma Iittala entworfenen i-Gläser oder Wirkkalas Finlandia-Wodkaflaschen (1978) werden heute noch produziert und haben ihren festen Platz in der finnischen Alltagskultur. Die Möbel Eero Aarnios gelten als typisch für den Modernismus der 1960er Jahre und haben wegen ihrer futuristischen Ausstrahlung Verwendung in Science-Fiction-Filmen gefunden.